# حارة الجبجب (صنعاء)
حارة الجبجب هي إحدى حارات حي السواد الشمالي بمديرية السبعين إحد مديريات العاصمة اليمنية صنعاء، بلغ تعداد سكانها 1701 نسمة حسب تعداد اليمن لعام 2004.